# Hypanus say

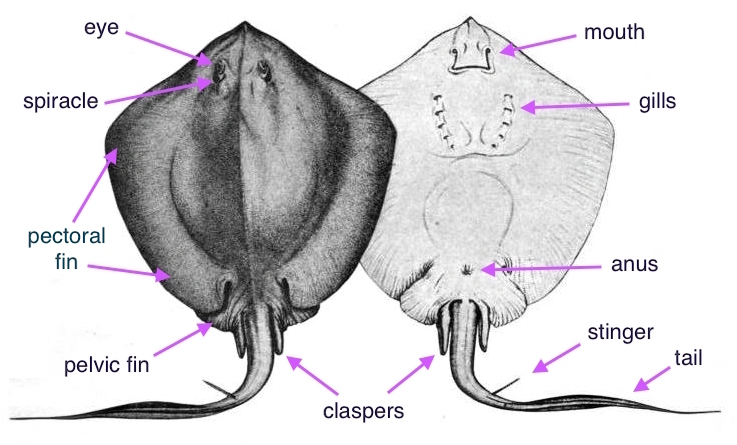
← ventral (inferior) dorsal (superior) →
Anatomia externa de Hypanus say

Hypanus say, frequentemente escrito incorretamente como sayi, é uma espécie de arraia da ordem Myliobatiformes e da família Dasyatidae, nativa das águas costeiras do oeste do Oceano Atlântico, desde o estado de Massachusetts, nos Estados Unidos, até a Venezuela. É uma espécie demersal que prefere habitats arenosos ou lamacentos a profundidades de 1 a 10 m, sendo migratória na porção norte de sua distribuição. Geralmente atinge 78 cm de largura, sendo caracterizada por um disco de nadadeira peitoral romboide com cantos externos amplamente arredondados e um focinho de ângulo obtuso. Possui uma cauda longa, semelhante a um chicote, com uma quilha superior e uma dobra de nadadeira inferior, além de uma fileira de pequenos tubérculos ao longo da linha média do dorso.
Mais ativa à noite do que durante o dia, quando costuma ficar enterrada no sedimento, a arraia é uma predadora de pequenos invertebrados bentônicos e peixes ósseos. É ovovivípara, com os filhotes em desenvolvimento inicialmente nutridos por vitelo e, posteriormente, por histotrofo ("leite uterino") produzido pela mãe. As fêmeas dão à luz 1 a 6 filhotes todo mês de maio, após um período de gestação de 11 a 12 meses, a maior parte composto por uma fase de desenvolvimento embrionário pausado. O espinho caudal venenoso de Hypanus say pode ser perigoso para banhistas desavisados. A IUCN classificou esta espécie como quase ameaçada.

## Taxonomia e filogenia
O naturalista francês Charles-Alexandre Lesueur descreveu Hypanus say a partir de espécimes coletados em Little Egg Harbor [en], no estado de Nova Jersey, Estados Unidos. Ele publicou sua descrição em 1819, no Journal of the Academy of Natural Sciences of Philadelphia, nomeando a espécie Raja say em homenagem a Thomas Say, um dos fundadores da Academia Nacional de Ciências dos Estados Unidos. Posteriormente, a espécie foi transferida para o gênero Dasyatis. Em 1841, os biólogos alemães Johannes Peter Müller e Friedrich Gustav Jakob Henle usaram erroneamente o epíteto específico sayi em sua obra Systematische Beschreibung der Plagiostomen, que passou a ser amplamente adotado na literatura. Recentemente, houve esforços para retomar o uso da grafia original correta, embora também tenha sido proposto que a ICZN oficialize a grafia sayi para manter a consistência com o uso anterior.
A análise filogenética de Lisa Rosenberger em 2001, baseada em caracteres morfológicos, concluiu que Hypanus say é um dos membros mais basais de seu gênero e que é uma espécie irmã de Hypanus dipterurus do oeste do Oceano Pacífico. As duas espécies provavelmente divergiram antes ou durante a formação do istmo do Panamá, há cerca de três milhões de anos.

## Distribuição e habitat
Hypanus say é encontrada no oeste do Oceano Atlântico, desde Long Island, em Nova York, até Florida Keys, o norte do Golfo do México e as Grandes Antilhas e Pequenas Antilhas; em raras ocasiões, é avistada ao norte até Massachusetts, ao sul até a Venezuela e a oeste até o México. Está ausente do sul do Golfo do México e da costa caribenha da América Central. Relatos da espécie no Brasil e na Argentina provavelmente são identificações errôneas de Dasyatis hypostigma [en].
Comum em habitats costeiros, como baías, lagunas e estuários, Hypanus say é uma espécie bentônica geralmente encontrada em profundidades de 1 a 10 m, embora tenha sido registrada a até 20 m. Prefere águas com salinidade de 25 a 43 ppt e temperaturas entre 12 e 33 °C. Adultos raramente são encontrados em pradarias marinhas ou bancos de areia, embora estes últimos sejam habitats para arraias jovens. Ao longo da Costa Leste dos Estados Unidos, grupos de Hypanus say migram longas distâncias para o norte, entrando em baías e estuários no verão, e retornam às águas costeiras do sul no inverno.

## Descrição

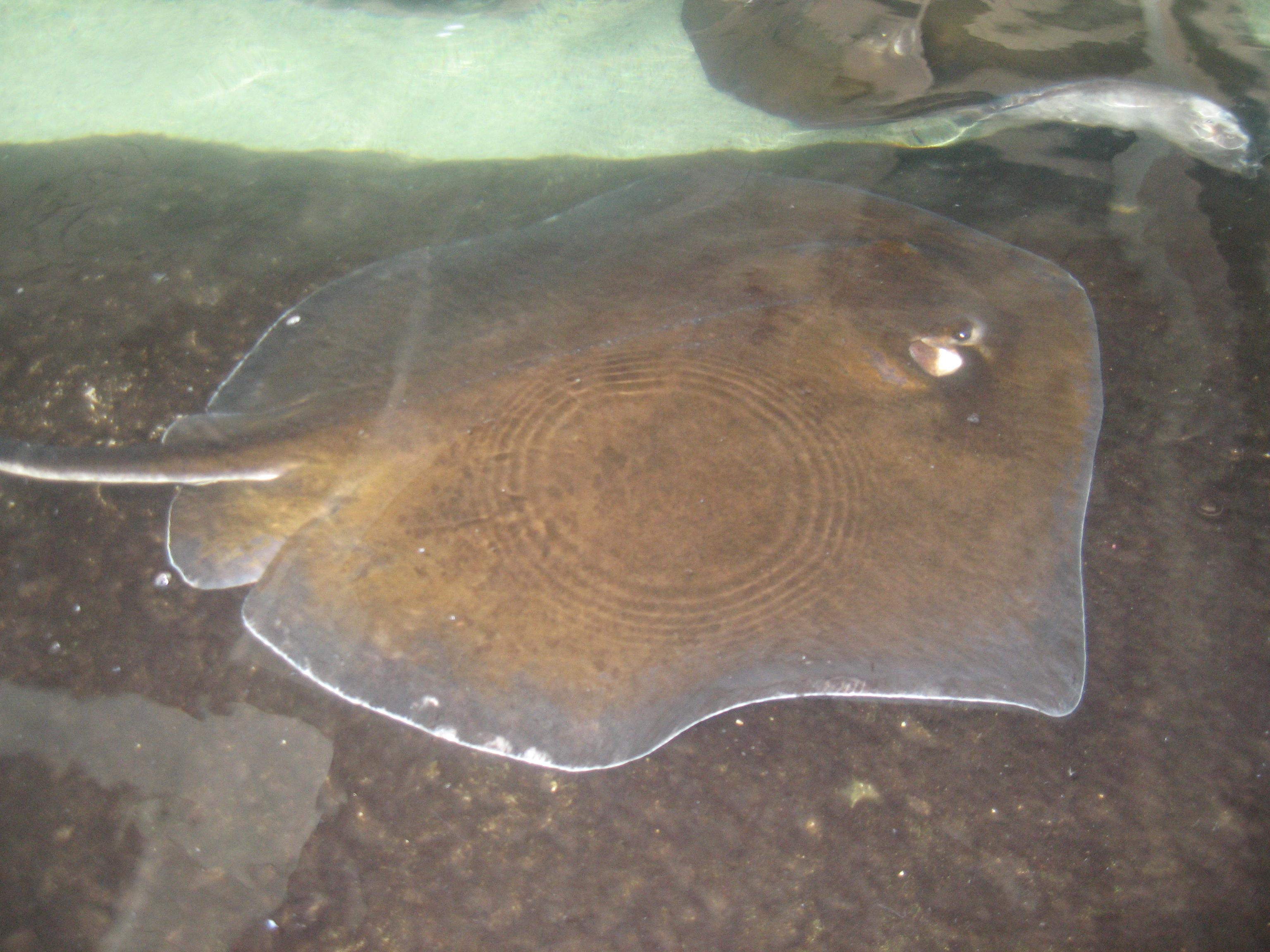
Hypanus say é caracterizada pelo formato de seu disco e focinho.

Hypanus say possui um disco de nadadeira peitoral em forma de losango, cerca de um sexto mais largo que longo, com cantos externos amplamente arredondados. As margens anteriores do disco são quase retas e convergem na ponta do focinho em um ângulo de até 130°, distinguindo-a da espécie semelhante Hypanus sabinus que tem um focinho mais longo e agudo. A boca é curvada, com uma projeção central na mandíbula superior que se encaixa em uma reentrância na mandíbula inferior. Há uma fileira de cinco papilas no assoalho da boca, com o par mais externo menor e separado dos demais. Possui 36 a 50 fileiras de dentes superiores, com bases quadrangulares dispostas em um padrão de quincunce, formando superfícies achatadas. As coroas dos dentes são arredondadas em fêmeas e filhotes, enquanto nos machos em condição reprodutiva são triangulares e pontiagudas. As nadadeiras pélvicas são triangulares com pontas arredondadas.
A cauda, semelhante a um chicote, mede mais de uma vez e meia o comprimento do disco e possui um ou dois espinhos urticantes serrilhados na parte superior, a cerca de um quarto do comprimento da cauda a partir da base. Um segundo espinho, se presente, é uma substituição que cresce periodicamente à frente do espinho existente. Após o espinho, há dobras de nadadeira superior e inferior bem desenvolvidas, sendo a inferior mais longa e larga que a superior. Pequenos espinhos ou tubérculos formam uma fileira mediana das costas, desde atrás dos olhos até a base do espinho caudal, aumentando em número com a idade. Adultos também apresentam espinhos atrás dos olhos e nas partes externas do disco. A coloração dorsal varia de cinza a marrom-avermelhado ou esverdeado; alguns indivíduos possuem manchas azuladas, escurecem nas laterais e na traseira, ou têm uma margem de disco branca fina. A superfície ventral é esbranquiçada, às vezes com margem de disco escura ou manchas escuras. Um registro na Guiana Francesa indica uma largura máxima de disco de 1 m, mas esse espécime pode ter sido identificado incorretamente, sendo a largura máxima geralmente de até 78 cm. As fêmeas crescem mais que os machos.

## Biologia e ecologia

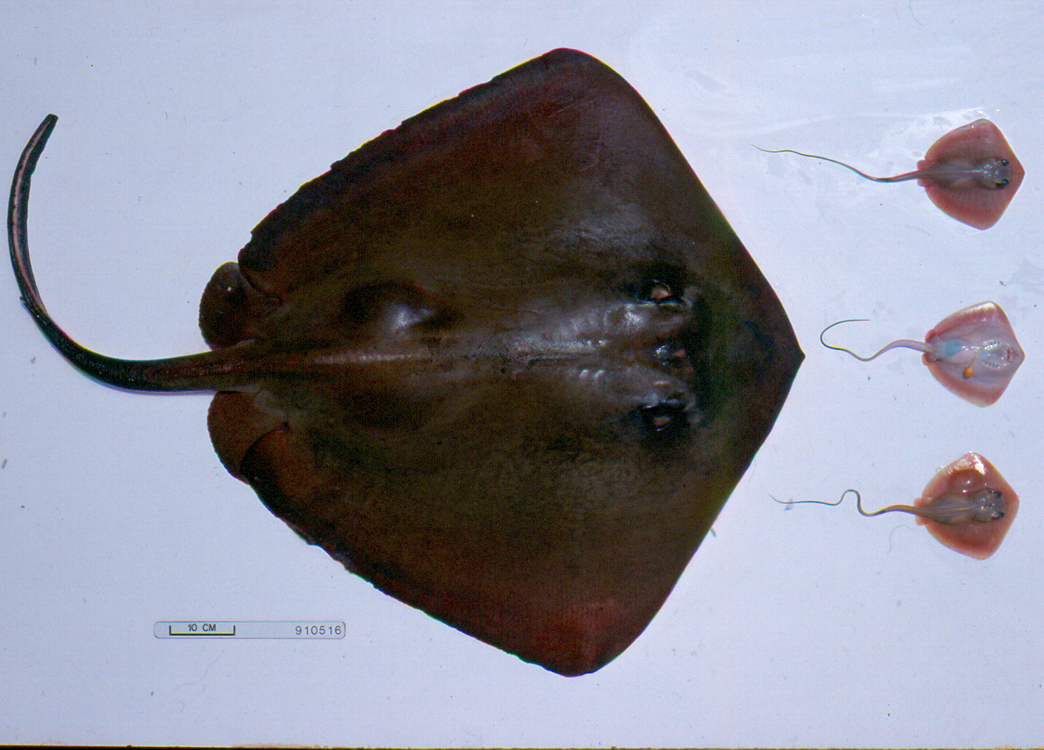
Uma fêmea de Hypanus say com três embriões; esta espécie dá à luz filhotes vivos.

Hypanus say tem hábitos geralmente noturnos, passando grande parte do dia enterrada no substrato. É conhecida por seguir a maré alta para forragear em águas rasas, mal cobrindo seu corpo. Alimenta-se de pequenos invertebrados, como crustáceos, vermes anelídeos, bivalves e gastrópodes, além de peixes ósseos. Foca principalmente em organismos bentônicos e que vivem enterrados, mas também captura presas que nadam livremente de forma oportunista. Na baía de Delaware, alimenta-se predominantemente do camarão Crangon septemspinosa [en] e do anelídeo Glycera dibranchiata [en], com uma composição alimentar praticamente idêntica à de Bathytoshia centroura, com a qual compartilha a baía. É predada por peixes maiores, como o tubarão-cabeça-chata (Carcharhinus leucas). Seus parasitas conhecidos incluem as tênias Acanthobothrium brevissime e Kotorella pronosoma, o verme da classe Monogenea Listrocephalos corona, e os trematódeos Monocotyle pricei e Multicalyx cristata.
Como outras arraias, Hypanus say é ovovivípara, com os embriões inicialmente sustentados por vitelo. Mais tarde, extensões em forma de dedo do epitélio uterino envolvem o embrião e fornecem histotrofo ("leite uterino") rico em proteínas e lipídios produzido pela mãe. Apenas o ovário e o útero esquerdos são funcionais nas fêmeas adultas. O acasalamento ocorre em um período bem definido de abril a junho, com pico em maio, com os machos presumivelmente usando seus dentes pontiagudos para segurar as fêmeas durante a cópula. No entanto, a embriogênese para na fase de blastoderme [en], pouco após a formação do zigoto, e não é retomado por cerca de dez meses. Na primavera do ano seguinte, os embriões amadurecem rapidamente em 10 a 12 semanas. Esse período de diapausa embrionária [en] pode refletir a maior disponibilidade de alimento na primavera.
Incluindo o período prolongado de diapausa, o período de gestação dura cerca de 11 a 12 meses, com 1 a 6 filhotes nascendo em meados ou final de maio. Em 1941, em um canal raso entre a ilha de Chincoteague e Cabo Charles, na Virgínia, várias arraias Hypanus say foram observadas emergindo repetidamente à superfície e nadando rapidamente em linhas retas, algumas agitando a cauda no ar; outras subiam lentamente e "pairavam" por alguns minutos. Uma das arraias foi capturada e o choque da captura fez com que liberasse cinco fetos em fase avanaçada de gestação, sugerindo que essa atividade pode estar relacionada ao parto. Os filhotes abortados eram pálidos, com pequenas vesículas vitelinas e um inchaço no lugar dos espinhos caudais. As fêmeas começam a ovular uma nova leva de óvulos imediatamente após o parto, indicando um ciclo reprodutivo anual. Os recém-nascidos medem de 15 a 17 cm de largura e pesam de 170 a 250 g. Os machos atingem a maturidade sexual com uma largura de disco de 30 a 36 cm e peso de 3 a 6 kg, enquanto as fêmeas amadurecem com uma largura de disco de 50 a 54 cm e peso de 7 a 15 kg.

## Interações com seres humanos
Hypanus say não é agressiva, mas se defende se pisada ou provocada. Seu espinho caudal pode causar ferimentos graves, perfurando facilmente calçados de couro ou borracha. O veneno paralisante pode ter efeitos potencialmente fatais em pessoas com problemas cardíacos ou respiratórios, sendo objeto de pesquisas biomédicas e neurobiológicas. Esta espécie é popular entre mergulhadores de ecoturismo. Abundante e amplamente distribuída, Hypanus say é capturada como fauna acompanhante por pescarias comerciais de arrasto e redes de emalhar em águas costeiras dos Estados Unidos; essas atividades não ameaçam sua população, pois a maioria das arraias capturadas é liberada viva. O impacto da pesca nas partes sul de sua distribuição é incerto, mas é improvável que afete significativamente a espécie, já que ocorre fora de seus centros de distribuição. A IUCN classificou Hypanus say como espécie quase ameaçada.